# The Isle of Lost Ships (1929)
The Isle of Lost Ships (bra: A Ilha dos Navios Perdidos) é um filme mudo estadunidense de 1929, do gênero drama, dirigido por Irvin Willat.